# Jerusalemer Bibel

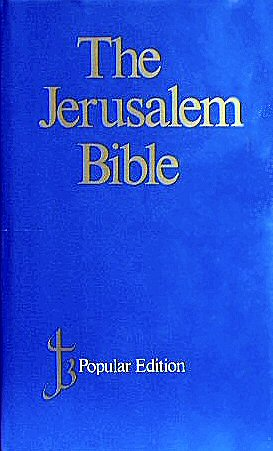
Cover der englischen Ausgabe

Als Jerusalemer Bibel wird im theologischen Sprachgebrauch die 1968 auf Deutsch erschienene Bibelausgabe bezeichnet, die zusätzlich zur Übersetzung des Bibeltextes nach der Herder-Bibel auch die Anmerkungen aus der französischen Bible de Jérusalem, die in 43 Teilbänden von 1948 bis 1955 erschien (genehmigt durch den Vatikan im Oktober 1955), enthielt.
Jene französische Bibelübersetzung, betreut von den Dominikanern und anderen Gelehrten an der École Biblique in Jerusalem, machte durch ihre besondere literarische Qualität und ihre textkritische Strenge auf sich aufmerksam und wird bis heute international stark beachtet. So wurde sie zur Grundlage für die, von Alexander Jones edierte, englischsprachige Jerusalem Bible von 1966, welche jedoch laut Henry Wansbrough, dem Herausgeber der New Jerusalem Bible von 1985, nichts weiter als eine Übersetzung des französischen Textes, nicht jedoch des eigentlichen Urtextes, war. Geschuldet war auch dies der Wahl der Übersetzer; zu ihnen zählten zum Beispiel J. R. R. Tolkien (wenn auch nach eigenen Angaben sehr eingeschränkt) oder Robert Speaight, ein Schauspieler, welcher nach eigenen Angaben weder Griechisch- noch Hebräischkenntnisse vorwies. Obwohl diese Übersetzung eigentlich als reines Vehikel für den Jerusalemer Kommentar angedacht war, fand sie rasch weitreichende liturgische Verbreitung in der englischsprachigen Welt, da es in ihr gänzlich an autorisierten kritischen und modernen Ausgaben mangelte; so ersetzte sie für viele Katholiken die zu diesem Zeitpunkt antiquierte Rheims-Douai Bibel, eine Vulgataübersetzung aus dem 16. und 17. Jahrhundert.
Die französische Ausgabe wurde zur Grundlage der Traduction Oecuménique de la Bible, einer ökumenischen französischsprachigen Übersetzung, welche ungefähr der deutschen Einheitsübersetzung entspricht. Die Bible de Jérusalem ist 1998 in 3. Auflage mit einem revidierten Übersetzungstext erschienen. 
Auf Italienisch wurde für die Bibbia di Gerusalemme, ähnlich wie auf Deutsch, nur der Kommentar übersetzt. Die Bibelübersetzung der Bibbia CEI, der offiziellen Bibel der italienischen Bischofskonferenz, diente als Bibeltext selbst. Ihre aktuellste Ausgabe erschien im Februar 2009.
Spanische Übersetzungen erschienen unter dem Namen La Biblia de Jerusalén in den Jahren 1967, 1975, 1998, 2009 und 2018, sowie eine lateinamerikanisch-spanische Übersetzung aus dem Jahre 2000 als sprachliche Revision der kontinentalspanischen Ausgabe von 1998, anders als auf Englisch liegt den spanischen Übersetzungen des Bibeltextes selbst der Urtext, nicht der französische Text zugrunde.

## Neue Jerusalemer Bibel
1985 erschien die deutschsprachige Ausgabe der Jerusalemer Bibel in einer aktualisierten Neuausgabe mit dem Text der Erstfassung der Einheitsübersetzung als Neue Jerusalemer Bibel. In dieser Form erschien das Werk bis 2007 in unveränderten Nachauflagen. Derzeit (Stand: 2024) ist eine deutschsprachige Ausgabe nicht ab Verlag lieferbar; eine Ausgabe mit dem revidierten Text der Einheitsübersetzung von 2016 ist noch nicht erschienen.